# Anton Marchl
Anton Marchl (ur. 19 marca 1965 w Wals-Siezenheim) – austriacki zapaśnik walczący w stylu klasycznym. Olimpijczyk z Barcelony 1992, gdzie zajął szóste miejsce w kategorii 74 kg. Trzykrotny uczestnik mistrzostw świata; siedemnasty w 1995. Szóste miejsce na mistrzostwach Europy w 1991 roku.
- Turniej w Barcelonie 1992

W pierwszej rundzie pokonał Algierczyka Jusufa Bukirrę, Hiszpana José Alberto Recuero i Serba Željko Trajkovića, a przegrał ze Szwedem Torbjörnem Kornbakkiem i Józefem Traczem. W finałowej rundzie uległ Francuzowi Yvonovi Riemerowi.
Jego brat Georg Marchl był również zapaśnikiem, olimpijczykiem z Los Angeles 1984.